# Sikhauna
Sikhauna – gaun wikas samiti w środkowej części Nepalu  w strefie Dźanakpur w dystrykcie Sarlahi. Według nepalskiego spisu powszechnego z 2001 roku liczył on 704 gospodarstw domowych i 3899 mieszkańców (1874 kobiet i 2025 mężczyzn).